# Ryhor Kastusiou

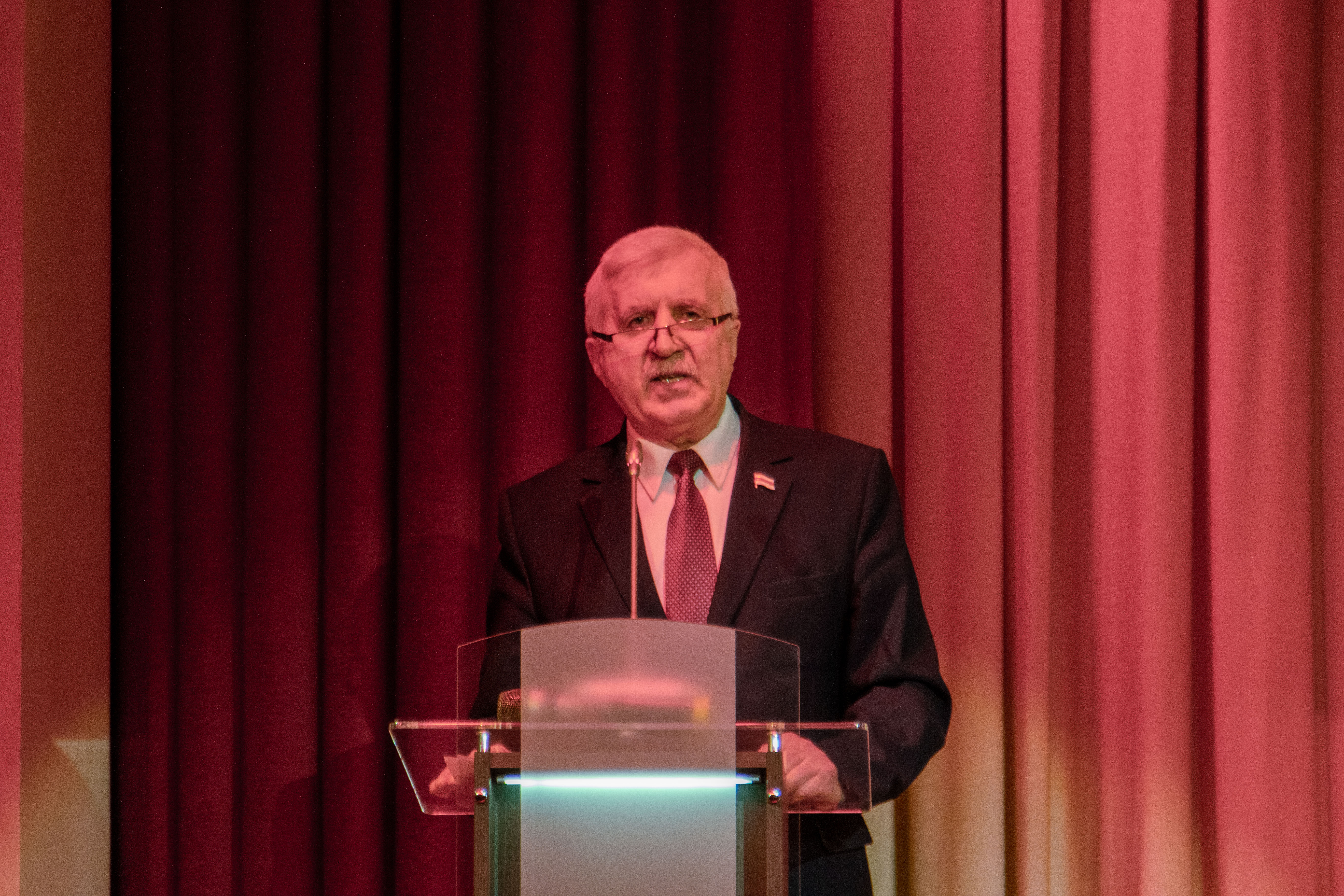
Ryhor Kastusiou (2021)

Ryhor Kastusiou (auch Rygor Kastusjou; belarussisch Рыгор Андрэевіч Кастусёў; * 17. April 1957) ist ein belarussischer Politiker (Partyja BNF). Am 5. September 2022 wurde Kastusiou zu zehn Jahren Haft verurteilt. Die Menschenrechtsorganisation Wjasna stuft ihn als politischen Gefangenen ein.

## Leben
Nach dem Militärdienst (1975–1977) und der Ausbildung an der Belarussischen staatlichen Landwirtschaftsakademie (1977–1982) arbeitete er als Ingenieur und in verschiedenen Führungspositionen.
Kastusiou ist seit 1989 politisch aktiv. 2010 trat bei der Präsidentschaftswahl in Belarus an und erreichte den vierten Platz. Seit 2017 ist er Vorsitzender der Partyja BNF.
Am 12. April 2021 wurde Kastusiou in Schklou festgenommen. Ihm wird Verschwörung oder andere Handlungen mit dem Ziel, zur Machtergreifung vorgeworfen. Er befindet sich in einem Untersuchungsgefängnis in Minsk. Sein Gesundheitszustand hat sich in der Haftzeit verschlechtert. Bei ihm wurde Krebs diagnostiziert. Die Menschenrechtsorganisation Wjasna stuft ihn als politischen Gefangenen ein. Am 5. September 2022 wurde Kastusiou von einem Gericht in Minsk zu zehn Jahren Haft verurteilt. Am 3. Juli 2024 wurde Kastusiou freigelassen.